# Tháp Areva
Tháp Areva (tiếng Pháp: Tour Areva) là một tòa nhà chọc trời của khu La Défense, Paris, Pháp. Từ năm 1972 đến năm 1995, tòa nhà có tên tháp Fiat, sau đó là tháp Framatome và hiện nay là tháp Areva. Đây là nơi đặt trụ sở của tập đoàn điện nguyên tử số 1 nước Pháp Areva.

## Kiến trúc
Tháp Areva là một trong các tòa nhà chọc trời thế hệ thứ 2 ở khu La Défense, nó được xây dựng từ năm 1972 đến năm 1974. Sau khi hoàn thành, tòa nhà 44 tầng này có chiều cao tổng cộng 184 m, đứng thứ hai ở khu La Défense sau tháp Total. Tháp được thiết kế là một khối hộp chữ nhật màu đen tuyền nhờ lớp phủ đá granite và kính sẫm màu.